# GP Sven Nys
De Grote Prijs Sven Nys is een veldrit die sinds 2000 jaarlijks op Nieuwjaarsdag gehouden wordt in Baal, de woonplaats van Sven Nys. Het lage gedeelte van de Balenberg is verwerkt in het parcours, wat een grote lastigheidsgraad en (meestal) vrij grote tijdsverschillen veroorzaakt. 
Sinds het seizoen 2002-2003 telt de wedstrijd mee voor de X²O Badkamers Trofee, voorheen Gazet van Antwerpen Trofee (1987-2012), bpost bank trofee (2012-2016) en DVV Verzekeringen Trofee genaamd.

## Erelijst

### Mannen elite
| Datum      | Klassement               | Cat. | Winnaar              | Tweede                 | Derde                  |
| ---------- | ------------------------ | ---- | -------------------- | ---------------------- | ---------------------- |
| 01/01/2025 | X²O Badkamers Trofee     | C1   | Eli Iserbyt          | Pim Ronhaar            | Emiel Verstrynge       |
| 01/01/2024 | X²O Badkamers Trofee     | C1   | Mathieu van der Poel | Wout van Aert          | Pim Ronhaar            |
| 01/01/2023 | X²O Badkamers Trofee     | C1   | Eli Iserbyt          | Michael Vanthourenhout | Tom Pidcock            |
| 01/01/2022 | X²O Badkamers Trofee     | C1   | Wout van Aert        | Tom Pidcock            | Eli Iserbyt            |
| 01/01/2021 | X²O Badkamers Trofee     | C1   | Mathieu van der Poel | Wout van Aert          | Tom Pidcock            |
| 01/01/2020 | DVV Verzekeringen Trofee | C1   | Mathieu van der Poel | Eli Iserbyt            | Tom Pidcock            |
| 01/01/2019 | DVV Verzekeringen Trofee | C1   | Mathieu van der Poel | Toon Aerts             | Laurens Sweeck         |
| 01/01/2018 | DVV Verzekeringen Trofee | C1   | Mathieu van der Poel | Wout van Aert          | Corné van Kessel       |
| 01/01/2017 | DVV Verzekeringen Trofee | C1   | Toon Aerts           | Wout van Aert          | Michael Vanthourenhout |
| 01/01/2016 | Bpost bank trofee        | C1   | Wout van Aert        | Sven Nys               | Toon Aerts             |
| 01/01/2015 | Bpost bank trofee        | C1   | Wout van Aert        | Lars van der Haar      | Kevin Pauwels          |
| 01/01/2014 | Bpost bank trofee        | C1   | Sven Nys             | Zdeněk Štybar          | Niels Albert           |
| 01/01/2013 | Bpost bank trofee        | C1   | Kevin Pauwels        | Zdeněk Štybar          | Niels Albert           |
| 01/01/2012 | GvA Trofee               | C1   | Sven Nys             | Kevin Pauwels          | Bart Wellens           |
| 01/01/2011 | GvA Trofee               | C1   | Sven Nys             | Zdeněk Štybar          | Niels Albert           |
| 01/01/2010 | GvA Trofee               | C1   | Sven Nys             | Zdeněk Štybar          | Niels Albert           |
| 01/01/2009 | GvA Trofee               | C1   | Sven Nys             | Zdeněk Štybar          | Niels Albert           |
| 01/01/2008 | GvA Trofee               | C1   | Sven Nys             | Zdeněk Štybar          | Kevin Pauwels          |
| 01/01/2007 | GvA Trofee               | C1   | Sven Nys             | Lars Boom              | Niels Albert           |
| 01/01/2006 | GvA Trofee               | C2   | Lars Boom            | Sven Nys               | Niels Albert           |
| 01/01/2005 | GvA Trofee               |      | Sven Nys             | Bart Wellens           | Sven Vanthourenhout    |
| 01/01/2004 | GvA Trofee               |      | Sven Nys             | Ben Berden             | Tom Vannoppen          |
| 01/01/2003 | GvA Trofee               |      | Sven Nys             | Mario De Clercq        | Ben Berden             |
| 01/01/2002 | GvA Trofee               |      | Mario De Clercq      | Sven Nys               | Ben Berden             |
| 01/01/2001 | Losse cross              |      | Sven Nys             | Mario De Clercq        | Peter Van Santvliet    |
| 01/01/2000 | Losse cross              |      | Sven Nys             | Richard Groenendaal    | Adrie van der Poel     |

### Vrouwen elite
| Datum      | Klassement               | Cat. | Winnaar                    | Tweede                     | Derde                      |
| ---------- | ------------------------ | ---- | -------------------------- | -------------------------- | -------------------------- |
| 01/01/2025 | X²O Badkamers Trofee     | C1   | Fem van Empel              | Lucinda Brand              | Puck Pieterse              |
| 01/01/2024 | X²O Badkamers Trofee     | C1   | Fem van Empel              | Lucinda Brand              | Ava Holmgren               |
| 01/01/2023 | X²O Badkamers Trofee     | C1   | Fem van Empel              | Lucinda Brand              | Ceylin del Carmen Alvarado |
| 01/01/2022 | X²O Badkamers Trofee     | C1   | Lucinda Brand              | Ceylin del Carmen Alvarado | Denise Betsema             |
| 01/01/2021 | X²O Badkamers Trofee     | C1   | Ceylin del Carmen Alvarado | Lucinda Brand              | Denise Betsema             |
| 01/01/2020 | DVV Verzekeringen Trofee | C1   | Ceylin del Carmen Alvarado | Lucinda Brand              | Annemarie Worst            |
| 01/01/2019 | DVV Verzekeringen Trofee | C1   | Jolanda Neff               | Sanne Cant                 | Nikki Brammeier            |
| 01/01/2018 | DVV Verzekeringen Trofee | C1   | Katherine Compton          | Annemarie Worst            | Maud Kaptheijns            |
| 01/01/2017 | DVV Verzekeringen Trofee | C1   | Marianne Vos               | Ellen Van Loy              | Thalita de Jong            |
| 01/01/2016 | Bpost bank trofee        | C1   | Sanne Cant                 | Ellen Van Loy              | Helen Wyman                |
| 01/01/2015 | Bpost bank trofee        | C1   | Kateřina Nash              | Sanne Cant                 | Ellen Van Loy              |
| 01/01/2014 | Bpost bank trofee        | C1   | Katherine Compton          | Marianne Vos               | Nikki Harris               |
| 01/01/2013 | Bpost bank trofee        | C1   | Kateřina Nash              | Nikki Harris               | Sanne Cant                 |
| 01/01/2012 | GvA Trofee               | C1   | Daphny van den Brand       | Sanne Cant                 | Nikki Harris               |